# Anton Tesarek
Anton Tesarek (* 1. September 1896 in Wien; † 20. November 1977 in Wien) war ein österreichischer Pädagoge und sozialdemokratischer Politiker.

## Biografie
Anton Tesarek gründete 1925 die sozialdemokratische Jugendorganisation Rote Falken.
Nach „Schutzhaft“ (1934), KZ-Aufenthalt (ab 1938), Krieg und Kriegsgefangenschaft leitete Tesarek ab 1945 das Jugendamt sowie das Anstaltenamt der Stadt Wien und arbeitete führend beim Wiederaufbau der Kinderfreunde mit, deren stellvertretender Bundesobmann er von 1947 bis 1964 war.
Anton Tesarek war von 1948 bis 1960 als Chefredakteur der Zeitschrift „Sozialistische Erziehung“ und von 1955 bis 1959 als Präsident der Sozialistischen Erziehungsinternationale tätig und nahm 1960 an der Erstellung des Sozialistischen Erziehungsprogramms (Eisenstädter Programm) entscheidenden Anteil.
1972 wurde er zum Ehrenvorsitzenden der Kinderfreunde Österreich gewählt.
Sein Sohn Till Tesarek (* April 1921, † Jänner 2003) war als Neurologe und Psychiater in Wien tätig und wurde einem größeren Publikum durch Auftritte in der ORF-Sendung „Seniorenclub“ bekannt. Er wurde auf dem Evangelischen Friedhof Matzleinsdorf (Gruppe 12, Nr. 14) beerdigt.

## Ehrungen
Anlässlich des Jubiläumsjahres „75 Jahre Kinderfreunde“ im Jahr 1983 wurde der Anton-Tesarek-Preis für sozialistische Erziehung gestiftet. 1989 wurde der Tesarekplatz in Wien-Favoriten (10. Bezirk) nach ihm benannt.